# Max Romeo
Max Romeo, geboren als Maxwell Livingston Smith (Saint Ann (Jamaica), 22 november 1944 – Saint Andrew (Jamaica), 11 april 2025) was een Jamaicaans reggae-artiest. In de Verenigde Staten is hij nooit doorgebroken, maar wel is hij bekend in Europa en in eigen land.

## Biografie
Toen Max Romeo veertien was verliet hij zijn familie om op een suikerplantage te gaan werken. Daar won hij op zijn achttiende een lokale talentenjacht. Hij besloot naar Kingston te gaan om een muzikale carrière op te bouwen.
In 1966 had hij met (Buy You) a Rainbow zijn eerste hit, samen met zijn groep The Emotions. Daarna hadden The Emotions nog een aantal hits. In 1968 besloot hij een solocarrière te beginnen. Hij heeft een vrij succesvolle solocarrière opgebouwd en een aantal hits gehad.
In Europa was dat Wet Dream, dat in 1969 in de Britse en Nederlandse hitparade stond. Vanwege zijn controversiële titel werd de single soms ook als The Dream vermeld.
Ook maakte Max een plaat samen met Keith Richards van The Rolling Stones. Een sample van zijn single I Chase the Devil werd zeer bekend doordat dit door The Prodigy gebruikt werd in hun grote hit Out of Space.
Romeo overleed op 11 april 2025 op 80-jarige leeftijd.

## Externe link

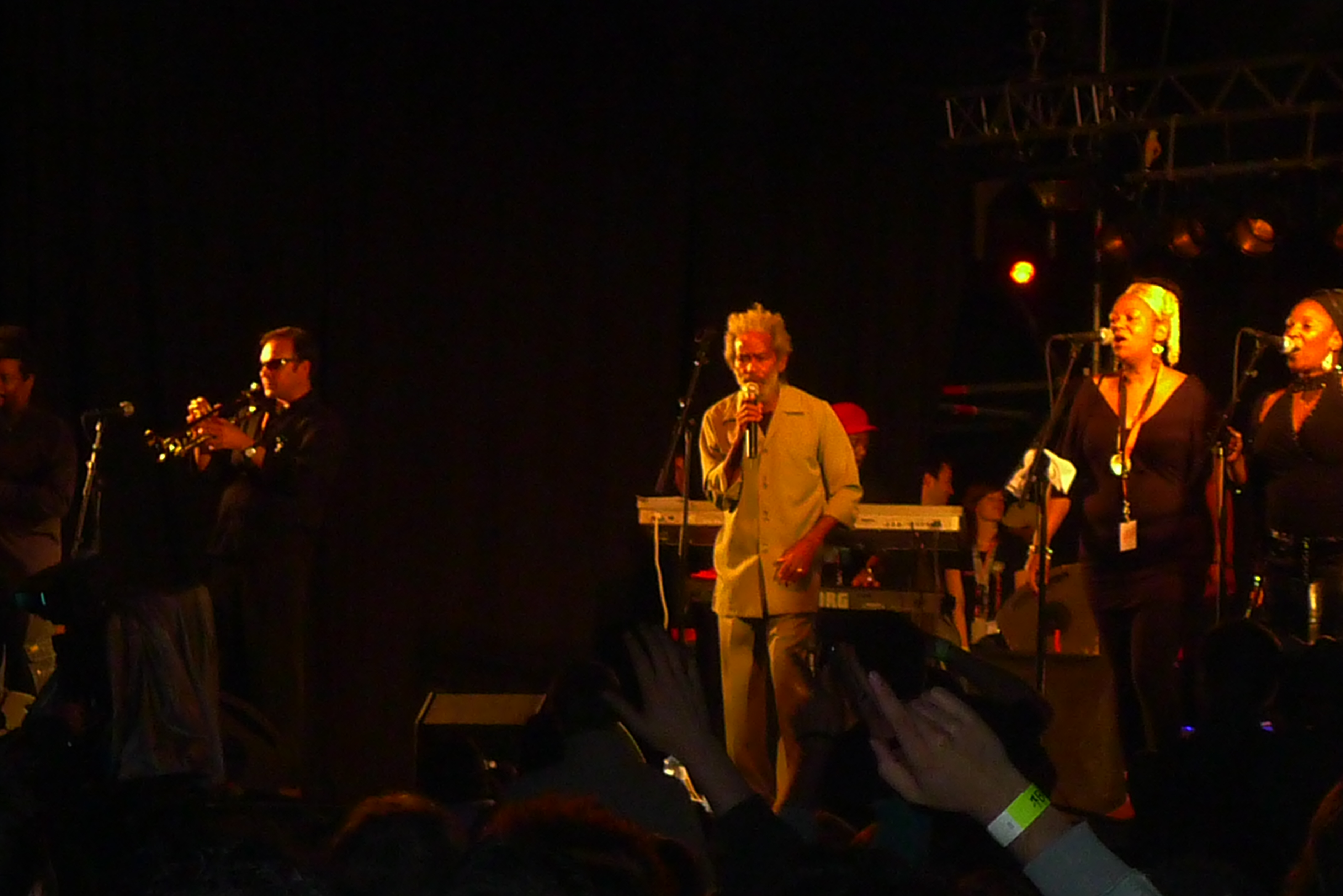
Max Romeo